# Henri de Boulainvilliers

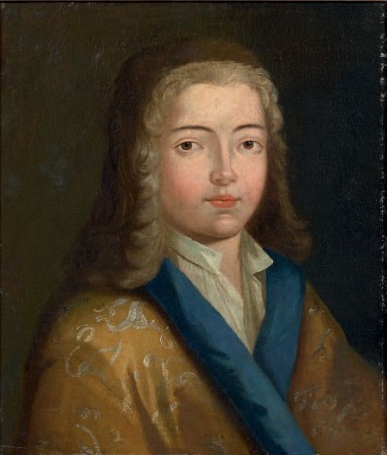
Supuesto retrato del conde de Boulainvilliers.

Anne Gabriel Henri Bernard, conde de Boulainvilliers (Saint-Saire, 11 de octubre de 1658-París, 23 de enero de 1722) fue un historiador, politólogo y pensador francés. Está considerado el primer teórico de las razas humanas —retomó el mito aparecido en el siglo xvi del conflicto de las «dos razas»: la raza superior franca o germánica en lucha contra la raza inferior de los galos o galo-romanos—.

## Biografía
Militar de carrera hasta la muerte de su padre, sobrevenida en 1697, Boulainvilliers se consagró entonces a la historia y fue el primero en estudiar la evolución de las instituciones francesas, por lo que es considerado uno de los primeros historiadores en estimar el arte de gobernar como una ciencia. Por sus ideas aristocráticas fue un ardiente defensor del sistema feudal, el único, a sus ojos, justo, legítimo y conforme con la realidad histórica. Negó, pues, la existencia de un derecho natural igual para todos o iusnaturalismo, y es considerado por esto un jurista partidario del consuetudinarismo.
Fue el principal representante de la corriente ideológica de reacción feudal del siglo xviii, que estimaba las instituciones medievales como una república federativa y aristocrática, más que una monarquía. Según su doctrina, la nobleza francesa descendía de los conquistadores francos establecidos en Francia a la caída del imperio romano y el tercer estado estaba integrado por los galos. Los señores francos eran por eso, y por derecho de conquista, independientes y libres de hacer justicia a sus sometidos sin interferencia por parte del rey, simple magistrado civil escogido a fin de arbitrar las disputas entre individuos. Todos los miembros de la nobleza estaban, pues, y como tales, en pie de igualdad con el rey, simple primus inter pares. Es más concebía a la monarquía como responsable del declinar progresivo de los privilegios de la nobleza, cuyo comienzo databa con las primeras cruzadas y la Monarquía capetiana. El hecho de que un rey empezara a sostener, con impuestos que oprimían al pueblo, un ejército mercenario y no compuesto por nobles corrompió a la nobleza llevándola a una vida muelle, cuando la nobleza era la única que peleaba por intereses directos. Consideraba a la llamada «nobleza de toga» (noblesse de robe) una monstruosidad[cita requerida]. Esta reacción contra la alianza entre la Monarquía y el tercer estado hizo de él un antinaturalista, cuando ya la idea de nación, fundada sobre la igualdad de derechos, era percibida como revolucionaria. Sus obras no fueron publicadas más que en Holanda, después de su muerte, y fueron prohibidas en Francia.
Aunque fue un autor prolijo, la paternidad de algunas de sus obras es aún muy discutida. Muchas le fueron atribuidas sin razón, solo por la fama y autoridad de que gozaba, y la mayoría circulaban manuscritas. Tradujo al francés la Ética de Spinoza, desde un manuscrito inédito conservado en la Biblioteca Municipal de Lyon, y refutó sus ideas. Voltaire enroló a Boulainvilliers en su propia cruzada contra «l’infâme», es decir, la religión católica, haciendo de él un personaje de su Dîner du Comte de Boulainvilliers (1767).

## Influencias
El influjo del conde de Boulainvilliers sobre la aristocracia francesa fue muy grande a la vista de la Revolución francesa. Louis-Gabriel du Buat-Nançay, en sus Origines de l’Ancien Gouvernement de France, de l’Allemagne et de l’Italie (publicados en 1789), retomó sus tesis antinacionales. Los emigrados contribuyeron a la difusión de estas ideas por Europa, especialmente entre los estados alemanes, ya que los orígenes de la aristocracia francesa eran similares a los de la alemana. Contra estas tesis reaccionó el panfleto de Qu’est-ce que le Tiers-Etat?, del abate Sieyès. Fue el conde François Dominique de Reynaud de Montlosier quien dio a las ideas de Boulanvilliers una orientación hacia el racismo tras la batalla de Valmy. Para éste existía una raza germánica superior frente a un «nuevo pueblo nacido de esclavos, mezcla de todas las razas y de todos los tiempos»[cita requerida]. Esta identificación de las clases dominantes con las razas superiores se vuelve a encontrar en los historiadores franceses del siglo XIX como Augustin Thierry, quien distingue nobleza germánica y burguesía celta, o Charles de Rémusat, quien postula el origen germánico de toda la aristocracia europea. Finalmente, Gobineau intentará darle a este racismo pretensiones científicas.

## Obras
- Mémoire pour la noblesse de France contre les ducs et pairs, 1717.
- Histoire de l’ancien gouvernement de la France avec XIV lettres historiques sur les Parlements ou États-Généraux, La Haya y Ámsterdam, aux dépens de la compagnie, 1727, 3 tomes. Denuncia el absolutismo real al que acusa de haber destruido el sistema del feudalismo que aseguraba más la libertad del pueblo. Reclama la convocatoria de los Estados Generales como control del poder real.
- État de la France, dans lequel on voit tout ce qui regarde le gouvernement ecclésiastique, le militaire, la justice, les finances, le commerce, les manufactures, le nombre des habitans, & en general tout ce qui peut faire connoitre a fond cette monarchie: extrait des memoires dressez par les intendans du Royaume, par ordre du Roi, Louis XIV. a l... Londres, T.Wood & S. Palmer 1727-1728.
- Mémoires présentés à Monseigneur d’Orléans, contenant les moyens de rendre ce royaume très-puissant, & d’augmenter considérablement les revenus du Roy et du peuple. En La Haye y en Ámsterdam, Aux dépens de la Compagnie, 1727. 2 volumes. Estudia las finanzas públicas y las medidas para hacer progresar a las clases trabajadoras. Se muestra contrario a los impuestos arbitrarios, a las gabelas y al desorden de las finanzas públicas. La edición original fue prohibida por las autoridades francesas.
- La Vie de Mahomed ; avec des réflexions sur la religion mahometane, & les coutumes des musulmans. Londres, y se encuentra en Ámsterdam chez P. Humbert, 1730. Ámsterdam, Francois Changuion, 1731.
- Réfutation des Erreurs de Benoît de Spinosa. Par M. De Fenelon....., par le P. Lami...... & par M. le Comte de Boulainvilliers. Avec la vie de Spinose, Ecrite par M. [Jean Colerus, Ministre de l’Eglise Lutherienne de la Haye; augmentée de beaucoup de particularités tirées d’une Vie Manuscrite de ce Philosophe, faite par un de ses Amis. Bruselas, Chez François Foppens, 1731.
- Essai sur la noblesse de France, contenans une dissertation sur son origine & abaissement. Avec des notes historiques, Critiques et Politiques ; Un projet de Dissertation sur les premiers Français & leurs Colonies ; et un Supplément aux notes par forme de Dictionnaire pour la Noblesse, Ámsterdam Rouen, 1732. Se declara favorable al comercio y atribuye el declinar de la nobleza a un excesivo centralismo. Esta obra dio armas a Voltaire y a Montesquieu.
- Abrégé chronologique de l’histoire de France, La Haye : Gosse et Neaulme, 1733. 3 volumes.
- Anecdotes curieuses du règne de saint Louis, roi de France, depuis 1226 jusqu’en l’an 1270, laissées manuscrites par le Comte de Boullainvilliers, 1753. En realidad es de Antoine Aubéry; el error de atribución proviene del hecho de que Boulainvilliers compuso el prefacio y no las anécdotas mismas.
- Lettres sur les anciens Parlemens de France qu’on nomme États-Généraux, en Londres, Chez T. Wood & S. Palmer, 1753. 3 volumes.
- Analyse du Traité Théologi-politique de Spinosa, par le comte de Boulainvilliers, Londres, 1767.

### Reediciones posteriores
- Œuvres philosophiques (ed. Renée Simon), La Haya, Nijhoff, 1973-1975.